# Le Chant de la mer (film, 1953)
Pour le film d'animation de 2014, voir Le Chant de la mer (film, 2014).
Pour les articles homonymes, voir Le Chant de la mer.
Pour plus de détails, voir Fiche technique et Distribution.
Le Chant de la mer (O Canto do Mar) est un film brésilien réalisé par Alberto Cavalcanti, sorti en 1953.

## Synopsis
Le film suit la migration de familles brésiliennes vers le nord-est du Brésil et leur lutte pour la survie.

## Fiche technique
- Titre : Le Chant de la mer
- Titre original : O Canto do Mar
- Réalisation : Alberto Cavalcanti
- Scénario : Hermilo Borba Filho, Alberto Cavalcanti et José Mauro de Vasconcelos
- Musique : Guerra Peixe
- Photographie : Cyril Arapoff et Paolo Reale
- Montage : José Cañizares
- Production : Alberto Cavalcanti
- Société de production : Cinematográfica Maristela, Kino Filmes et Maristela Filmes
- Pays :  Brésil
- Genre : Drame
- Durée : 124 minutes
- Dates de sortie : 
  -  Brésil : 9 octobre 1953

## Distribution
- Margarida Cardoso
- Cacilda Lanuza
- Ruy Saraiva
- Aurora Duarte
- Alfredo de Oliveira
- Alberto Vilar
- Miriam Nunes
- Glauce Bandeira
- Débora Borba
- Maria do Carmo Xavier
- Fernando Becker
- Antônio Martinelli
- Ernani Dantas
- Luiz Andrade

## Distinctions
Le film a été présenté en sélection officielle en compétition au Festival de Cannes 1954.